# Moustiers-Sainte-Marie
Moustiers-Sainte-Marie (okcitansko/provansalsko Mostiers Santa Maria) je naselje in občina v jugovzhodnem francoskem departmaju Alpes-de-Haute-Provence regije Provansa-Alpe-Azurna obala. Leta 2012 je naselje imelo 691 prebivalcev.

## Geografija
Kraj leži v pokrajini Visoki Provansi na zahodnem robu Verdonske soteske, 47 km južno od Digne-les-Bainsa. Nahaja se znotraj regijskega parka Verdon.

## Administracija
Moustiers-Sainte-Marie je sedež istoimenskega kantona, v katerega sta poleg njegove vključeni še občini La Palud-sur-Verdon in Saint-Jurs s 1.168 prebivalci.
Kanton je sestavni del okrožja Digne-les-Bains.

## Zgodovina
Ime naselja, prvikrat omenjeno leta 1009 kot ecclesia Sancte Marie in Monasterio, se nanaša na samostan, ustanovljen v 6. stoletju. V kraju stoji Notredamska cerkev iz sredine 14. stoletja in je na seznamu francoskih zgodovinskih spomenikov. V kraju se nahaja tudi Muzej fajanse; Moustiers je bil skozi stoletja središče lončarstva, zlasti izdelave fajanse.